# Toego

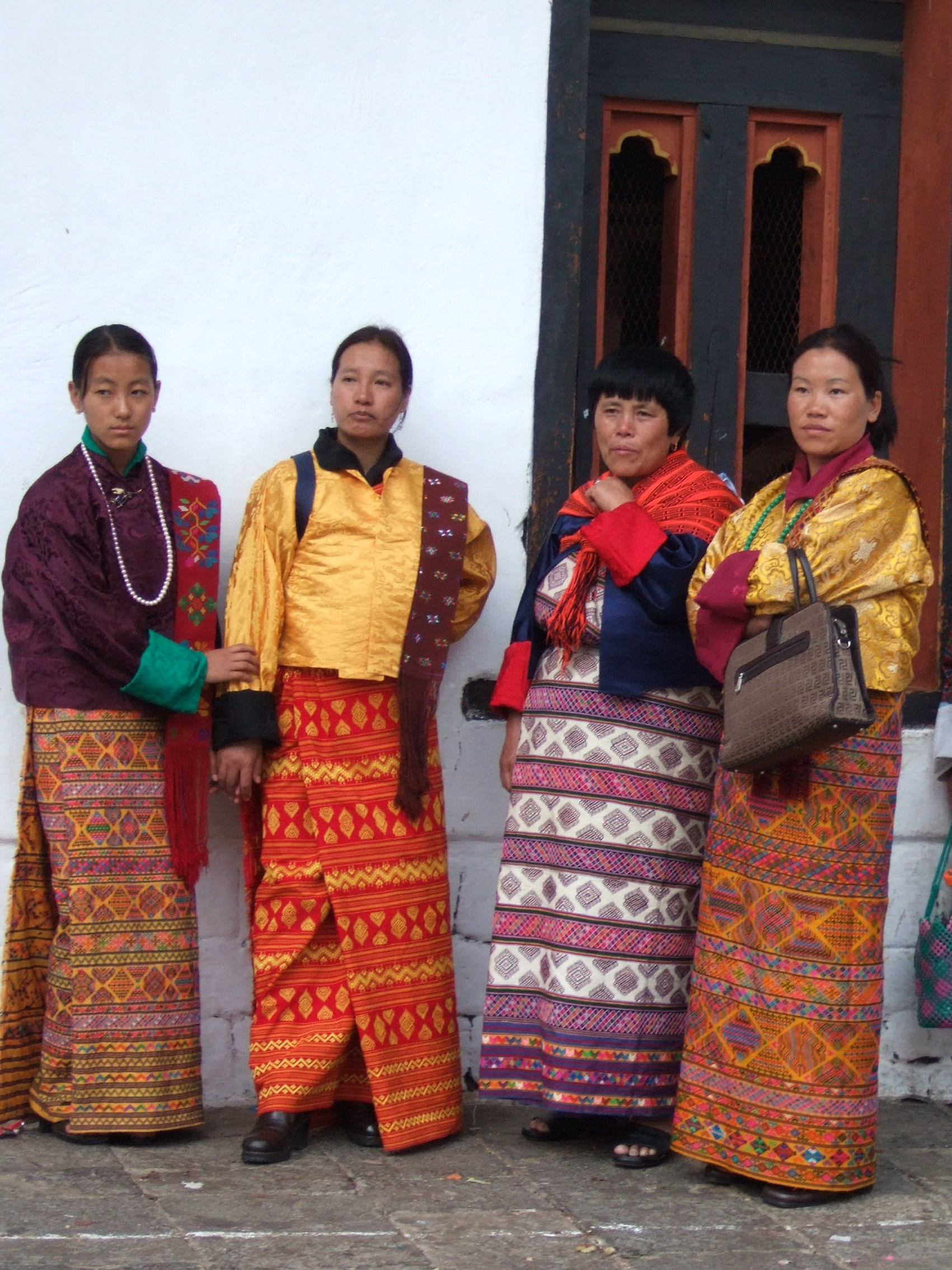
Mulheres butanesas vestindo kira com toego

A toego or tego (em butanês:  སྟོད་གོ་, Wylie: stod go; também transliterado tögo) é um tipo de jaqueta ou casaco, de mangas longas usado sobre a kira pelas mulheres no Butão. O toego faz parte do código nacional de vestimenta prescrito pelo driglam namzha junto com a kira e o wonju.
Tanto os homens quanto as mulheres no Butão usam o  tego sobre o gho e a kira.